# Skakmat
Skakmat eller blot mat er et udtryk, der udelukkende bruges i spillet skak, når en spiller har tabt. Det betyder, at en spillers konge er sat i skak og ikke kan flytte til andet felt uden at være skak, hvilket betyder, at den konges parti er tabt.
Skakmat vises i skaknotationen ofte som ‡ (dobbelt dagger), # (hash) eller blot med ordet mat.
Det er ikke almindeligt, at seriøse partier ender med mat, fordi den ene af parterne opgiver partiet forinden, når det er blevet klart, at det vil være tabt.